# Vingslag i natten
Vingslag i natten är en svensk film från 1953 i regi av Kenne Fant. Filmen är baserad på en roman med samma namn av Sven Edvin Salje.

## Handling
Gerald och hans bror Elmer växer upp som sockenbarn ute på landet efter att deras far omkommit på havet och modern hamnat på mentalsjukhus. Gerald hamnar hos en bonde där han lär sig lantbruk och får också hjälpa kyrkvaktmästaren i kyrkan. Han förälskar sig i prästens dotter Ninni men hennes far  vägrar ge sitt medgivande till att de två får gifta sig.

## Om filmen
Filmen spelades in bland annat på Ven och utanför Olofström. Premiär den 5 oktober 1953. Filmrecensenten Filmson i Aftonbladet ansåg att filmen var "ett välment pekoral". Lars Ekborg i huvudrollen fick bra kritik av recensenten Nils Beyer i Morgon-Tidningen: "Det är Lars Ekborg, som räddar vad räddas kan i denna besynnerliga historia".

## Roller
- Lars Ekborg - Gerald Rönne
- Pia Skoglund - Ninni (Inger) Tornelius
- Edvin Adolphson - kyrkoherde Tornelius, Ninnis far
- Erik "Bullen" Berglund - Berno, prästgårdens arrendator
- Naima Wifstrand - Ane, pojkarna Rönnes fostermor
- Dagny Lind - fru Tornelius
- Ruth Kasdan - Valborg, Bernos hustru
- Carl Ström - Kristen, kyrkvaktmästaren
- Nils Hallberg - Elmer Rönne, Geralds halvbror
- Ulla-Bella Fridh - Hillevi, en flicka i byn
- Berit Gustafsson - Märta, piga hos Berno
- Renée Björling - Else Rönne, Geralds och Elmers mor
- Märta Dorff - översköterskan på mentalsjukhuset
- Rut Cronström - skollärarinnan
- Kenne Fant - Ivar Tornelius, prästens son
- Jan Olov Andersson - Gerald som barn
- Knut Almroth	- Ivar som barn
- Thomas Driving - Elmer som barn
- Marianne Öberg - Ninni som barn
- Magnus Kesster - länsman
- Sven Magnusson - landsfiskalen
- Kristina Adolphson - Ninnis väninna
- Bibi Andersson - studentska på Tornelius' fest
- Olof Thunberg - ung man hos kyrkoherden
- Öllegård Wellton - den unge mannens flickvän